# Zalesie (gmina Kraśniczyn)
Zalesie – wieś w Polsce położona w województwie lubelskim, w powiecie krasnostawskim, w gminie Kraśniczyn.
W latach 1975–1998 miejscowość należała administracyjnie do województwa chełmskiego.
Wieś stanowi sołectwo gminy Kraśniczyn. Według Narodowego Spisu Powszechnego (III 2011 r.) wieś liczyła 46 mieszkańców.
Wierni Kościoła rzymskokatolickiego należą do parafii św. Stanisława w Bończy.

## Historia
Podczas okupacji niemieckiej w okresie II wojny światowej ludność wsi udzielała pomocy polskim i radzieckim oddziałom partyzanckim, zwłaszcza poparciem cieszył się ruch komunistyczny. We wsi utworzono komórkę PPR na okoliczne powiaty. We wsi bazował m.in. oddział GL Józefa Małysza ps. Marek. W 1944 wieś została spalona przez Niemców. Za pomoc okazywaną oddziałom partyzanckim wieś została w 1946 odznaczona Orderem Krzyża Grunwaldu III klasy.